# Đại Hòa Lộc
Đại Hòa Lộc là một xã thuộc huyện Bình Đại, tỉnh Bến Tre, Việt Nam.
Xã Đại Hòa Lộc có diện tích 23,89 km², dân số năm 2014 là 8.747 người, mật độ dân số đạt 366 người/km².